# Dansted
Danstedgaard er en lille sædegård, som nævnes første gang i 1447, som en landsby, gården er fra 1479. Gården ligger i Nebbelunde Sogn, Fuglse Herred, Maribo Amt, Rødby Kommune. Hovedbygningen er nyopført i 1980
Danstedgård Gods er på 154,2 hektar

## Ejere af Danstedgaard
- (1447-1470) Las Johansen Rød
- (1470-1479) Elne Lasdatter Rød gift Basse
- (1479-1494) Christoffer Jensen Basse
- (1494-1533) Herluf Skave
- (1533-1539) Erik Daa
- (1539-1546) Ingerd Present gift Daa
- (1546-1580) Jørgen Eriksen Daa
- (1580-1600) Karen Jørgensdatter Daa gift Pors
- (1600-1617) Claus Pors
- (1617-1631) Karen Jørgensdatter Daa gift Pors
- (1631-1650) Rudbek Clausen Pors
- (1650-1664) Jokum Frederik von Preuss
- (1664-1672) Erik Rosenkrantz
- (1672-1675) Mads Hyldtoft
- (1675-1696) Niels Hansen
- (1696-1720) Henrik Wrede
- (1720-1730) Frederik Diderichsen Felthuusen
- (1730-1737) Diderich Christian Frederiksen Felthuusen
- (1737) Maren Frederiksdatter Felthuusen gift (1) Bech (2) Tverskov
- (1737-1742) Peter Gjertsen Bech
- (1742-1743) Maren Frederiksdatter Felthuusen gift (1) Bech (2) Tverskov
- (1743) Kjeld Tverskov
- (1743) Anna Cathrine Pedersdatter Hvid gift (1) Tverskov (2) Suhr / Diderich Christian Berntsen Suhr
- (1743-1751) Diderich Christian Berntsen Suhr
- (1751-1756) Erik Wiinberg
- (1756-1758) Søren Müller
- (1758-1775) Christian Ditlev Reventlow
- (1775-1812) Christian Ditlev Frederik Reventlow
- (1812-1820) Morten Kirketerp
- (1820-1830) Johan Adolf Cordua
- (1830-1857) Christian Heinrich Carl August von Reventberg(uægte søn af greve Christian Heinrich August Hardenberg-Reventlow)
- (1857) Ida Jeanette von Reventberg(hans enke)
- (1857-1894) Niels Erik Petersen
- (1894-1902) Enke Fru Elise Petersen
- (1902-1906) Christian Møllegaard Petersen (svigersøn)
- (1906-1968) Niels Peter Thorsen Skafte
- (1968-1969) Else Bachevold gift Jørgensen (søsters datter)
- (1969-1998) Ejner Kristian Jørgensen
- (1998-) Anders Bachevold Jørgensen (søn)

## Ekstern henvisninger
- Dansted - fra Dansk Center for Herregårdsforskning Arkiveret 11. februar 2017 hos  Wayback Machine